# سان سابا
سان سابا (بالإنجليزية: San Saba)‏ هي مدينة أمريكية تقع في ولاية تكساس.تبلغ مساحة هذه المدينة 4.7 (كم²)،ويبلغ عدد سكانها 2637 نسمة حسب إحصاء سنة 2010 م. تشير إحصاءات سنة 2000م بأن الكثافة السكانية في هذه المدينة تقدر بـ(567) نسمة/كم2.

## التركيبة السكانية
حدّد مكتب تعداد الولايات المتحدة بيانات التركيبة السكانية لسان سابا في تعداد الولايات المتحدة. في ما يلي، التركيبة السكانية حسب تعدادي 2000 و2010.

### تعداد عام 2000
بلغ عدد سكان سان سابا 2,637 نسمة بحسب تعداد عام 2000، وبلغ عدد الأسر 1,008 أسرة وعدد العائلات 680 عائلة مقيمة في البلدة. في حين سجلت الكثافة السكانية 375.6 نسمة لكل كيلومتر مربع (972.8/ميل2). وبلغ عدد الوحدات السكنية 1,177 وحدة بمتوسط كثافة قدره 167.7 لكل كيلومتر مربع (434.3/ميل2).
وتوزع التركيب العرقي للبلدة بنسبة 78.54% من البيض و0.64% من الأمريكيين الأفارقة و1.74% من الأمريكيين الأصليين و0.11% من الأمريكيين ذوي الأصول الآسيوية و17.33% من الأعراق الأخرى و1.63% من عرقين مختلطين أو أكثر و31.51% من الهسبانيون أو اللاتينيون من أي عرق.
بلغ عدد الأسر 1,008 أسرة كانت نسبة 34.9% منها لديها أطفال تحت سن الثامنة عشر تعيش معهم، وبلغت نسبة الأزواج القاطنين مع بعضهم البعض 52.2% من أصل المجموع الكلي للأسر، ونسبة 11.8% من الأسر كان لديها معيلات من الإناث دون وجود شريك، بينما كانت نسبة 3.5% من الأسر لديها معيلون من الذكور دون وجود شريكة وكانت نسبة 32.5% من غير العائلات. تألفت نسبة 30.9% من أصل جميع الأسر من عدة أفراد يعيشون في نفس المنزل ونسبة 18.7% كانت تتألف من شخص يعيش بمفرده يبلغ من العمر 65 عاماً أو أكثر. وبلغ متوسط حجم الأسرة المعيشية 2.50، أما متوسط حجم العائلات فبلغ 3.12.
بلغ العمر الوسطي للسكان 39.0 عاماً. وكانت نسبة 27% من القاطنين تحت سن الثامنة عشر، وكانت نسبة 6.4% بين الثامنة عشر والرابعة والعشرين عاماً، ونسبة 23.6% كانت واقعةً في الفئة العمرية ما بين الخامسة والعشرين والرابعة والأربعين عاماً، ونسبة 19.8% كانت ما بين الخامسة والأربعين والرابعة والستين، ونسبة 18.7% كانت ضمن فئة الخامسة والستين عاماً فما فوق. يوجد لكل 100 أنثى 84.5 ذكر، ويوجد لكل 100 أنثى في الثامنة عشر من عمرها فما فوق 81.9 ذكر.
بلغ متوسط دخل الأسرة في البلدة 27,758 دولارًا، أما متوسط دخل العائلة فبلغ 31,582 دولارًا. وكان متوسط دخل الذكور 24,207 دولارًا مقابل 20,216 دولارًا للإناث. وسجل دخل الفرد الخاص بالبلدة 14,192 دولارًا. وكانت نسبة 16% من العائلات ونسبة 19.6% من السكان تحت خط الفقر، وكان من هؤلاء نسبة 30.4% تحت سن الثامنة عشر ونسبة 12.1% في الخامسة والستين من العمر وما فوق.

### تعداد عام 2010
بلغ عدد سكان سان سابا 3,099 نسمة بحسب تعداد عام 2010، وبلغ عدد الأسر 966 أسرة وعدد العائلات 655 عائلة مقيمة في البلدة. في حين سجلت الكثافة السكانية 441.5 نسمة لكل كيلومتر مربع (1,143.5/ميل2). وبلغ عدد الوحدات السكنية 1,133 وحدة بمتوسط كثافة قدره 161.4 لكل كيلومتر مربع (418.0/ميل2).
وتوزع التركيب العرقي للبلدة بنسبة 76.96% من البيض و5.65% من الأمريكيين الأفارقة و0.84% من الأمريكيين الأصليين و0.26% من الأمريكيين ذوي الأصول الآسيوية و14.81% من الأعراق الأخرى و1.48% من عرقين مختلطين أو أكثر و42.11% من الهسبانيون أو اللاتينيون من أي عرق.
بلغ عدد الأسر 966 أسرة كانت نسبة 34.9% منها لديها أطفال تحت سن الثامنة عشر تعيش معهم، وبلغت نسبة الأزواج القاطنين مع بعضهم البعض 47.2% من أصل المجموع الكلي للأسر، ونسبة 13.4% من الأسر كان لديها معيلات من الإناث دون وجود شريك، بينما كانت نسبة 7.2% من الأسر لديها معيلون من الذكور دون وجود شريكة وكانت نسبة 32.2% من غير العائلات. تألفت نسبة 28.1% من أصل جميع الأسر من عدة أفراد يعيشون في نفس المنزل ونسبة 15.3% كانت تتألف من شخص يعيش بمفرده يبلغ من العمر 65 عاماً أو أكثر. وبلغ متوسط حجم الأسرة المعيشية 2.55، أما متوسط حجم العائلات فبلغ 3.11.
بلغ العمر الوسطي للسكان 31.3 عاماً. وكانت نسبة 21.2% من القاطنين تحت سن الثامنة عشر، وكانت نسبة 14.7% بين الثامنة عشر والرابعة والعشرين عاماً، ونسبة 29.7% كانت واقعةً في الفئة العمرية ما بين الخامسة والعشرين والرابعة والأربعين عاماً، ونسبة 19.3% كانت ما بين الخامسة والأربعين والرابعة والستين، ونسبة 15.2% كانت ضمن فئة الخامسة والستين عاماً فما فوق. وتوزع التركيب الجنسي للسكان بنسبة 57.5% ذكور و42.5% إناث.

## أعلام
- كين غراي
- تومي لي جونز
- باك بيلي
- باك كونورس
- إم. كينج هوبرت